# Platypepla nudaria
Platypepla nudaria là một loài bướm đêm trong họ Geometridae.